# Michel-Laurent-Marie-Joseph Lafont
Michel-Laurent-Marie-Joseph Lafont, francoski general, * 27. september 1874, † 25. januar 1961.